# Queue de poisson

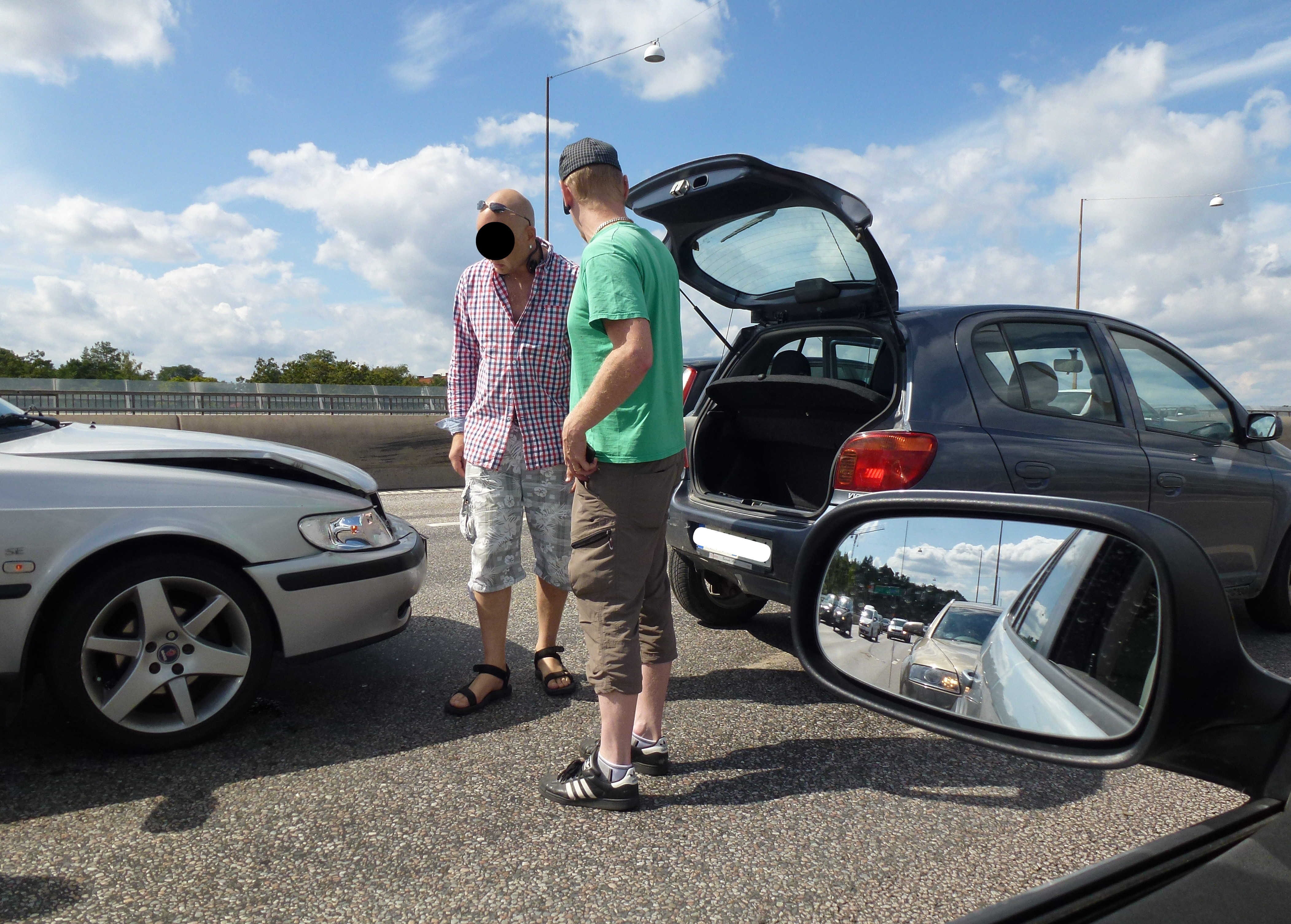
Une collision par l'arrière est un résultat possible après une queue de poisson.

La queue de poisson se produit lorsqu'un conducteur se rabat délibérément juste devant un autre véhicule, avec l'intention de surprendre le conducteur qui le suit et le forcer à freiner, voire de provoquer une collision,,,.

## Législation
Dans la plupart des juridictions du monde, la queue de poisson est souvent considérée comme une infraction et relève des réglementations relatives à la conduite imprudente, agressive, ou périlleuse.[réf. nécessaire]
Le département des licences (DOL) de l'État de Washington, aux États-Unis, liste la queue de poisson comme un acte de conduite agressive. 
Les experts juridiques de l'Ontario considèrent que cela relève des lois provinciales sur la conduite dangereuse (stunt driving). La police provinciale de l'Ontario de Chatham-Kent a accusé un homme en 2018 du délit de « course avec un véhicule à moteur » après avoir été observé en train de faire une queue de poisson à un autre véhicule sur l'autoroute 401.

## En sport automobile
Le concept, plutôt nommé « brake check » ou « brake test » dans ce contexte, est parfois observé lors d'épreuves de compétition automobile, plusieurs pilotes étant accusés ou admettant avoir fait des freinages brusques pour diverses raisons. 
Un incident lors du Grand Prix d'Azerbaïdjan de Formule 1 2017 entre Lewis Hamilton et Sebastian Vettel a été attribué à la faveur de Vettel qu'il avait été « défié » par Hamilton.
Max Verstappen a été pénalisé par les commissaires du Grand Prix d'Arabie Saoudite de F1 2021 pour avoir freiné et provoqué la collision avec Lewis Hamilton au 38e tour de course.
En 2006, au Lenox Industrial Tools 300 disputé au New Hampshire Motor Speedway, le pilote de NASCAR Robby Gordon a ainsi défié Michael Waltrip durant une période sous drapeau jaune dans ce qui a été vu comme des représailles pour un contact plus tôt dans la course et pour un incident survenu entre les deux l'année précédente sur la même piste. La collision a endommagé le nez et le radiateur de la voiture de Waltrip, l'immobilisant au milieu du tronçon arrière du circuit et provoquant une fuite de liquide de refroidissement sur la piste.
En 2018, un incident sur piste entre les pilotes de NASCAR Kevin Harvick et Denny Hamlin lors de la course printanière de Martinsville Speedway s'est terminé par ce que Matt Weaver d'Autoweek a décrit comme « Harvick [...] sautant sur ses freins, le contact résultant endommageant gravement le nez sur la Toyota de Hamlin ». Hamlin commentera plus tard : « j'aurais dû le défier en premier ».